# Susan Lanier
Pour les articles homonymes, voir Lanier.
 (septembre 2013).
Susan Jean Engledow, connue comme Susan Lanier (née le 1er août 1947 à Dallas, Texas) est une actrice de cinéma et de télévision et une photographe américaine.

## Biographie
Connue pour son interprétation de Brenda Carter dans le film culte de Wes Craven La colline a des yeux (1977), Susan Lanier est également une photographe reconnue pour ses portraits régulièrement publiés dans les magazines ou pour des couvertures de livres ou d'albums.

## Filmographie

### Actrice

#### Cinéma
- 1977 : La colline a des yeux de Wes Craven : Brenda Carter
- 2014 : Cut! : Susan Lanier
- 2015 : Area 51 : Mère de Jennefer
- 2015 : No Solicitors : Nurse Helen
- 2016 : Betrothed : Gwen Cooper

#### Courts-métrages
- 2017 : Hide

#### Télévision

##### Séries télévisées
- 1974 : Happy Days - Les jours heureux : Prom Queen
- 1974 : Tony Orlando and Dawn : Regular
- 1975-1976 : Welcome Back, Kotter : Bambi Forster
- 1976 : Barnaby Jones : Sheryl Cavanaugh
- 1976 : Electra Woman and Dyna Girl : Miss Dazzle
- 1976 : Phyllis : Corky
- 1976 : Three's Company : Chrissy Snow
- 1977 : Alice : Connie
- 1977 : Huit, ça suffit
- 1977 : Sergent Anderson
- 1977 : Szysznyk : Sandi Chandler
- 1977 : The Kids from C.A.P.E.R. : Selma
- 1978 : Switch : Amy
- 2001 : Totalement jumelles : The Photographer
- 2005 : Guilty or Innocent? : Mom

##### Téléfilms
- 1979 : The 416th : Heather Hanley
- 1981 : Madame X : Peggy
- 1983 : The Night the Bridge Fell Down : Jane
- 1984 : Her Life as a Man : Rosalee (en tant que Suze Lanier)

### Directrice de casting

#### Courts-métrages
- 2017 : Hide